# Кіндрат Лизогуб
Кіндрат Іванович Кобизенко (у деяких працях генеалогів фігурує під прізвищем «Лизогуб»; рік народження невідомий — пом. 1650) — пробанд козацько-старшинського роду Лизогубів, донський отаман.

## Ідентифікація
У науковій літературі (В. В. Кривошея, І. В. Кондратьєв та ін.) закріпилася думка, що Кіндрат Іванович Кобизенко походив з литовського шляхетного роду Кобизевичів. Саме з цим родом співвідносили себе самі Лизогуби, однак, тільки з другої половини XVIII століття. Документів, які б вказували чітко на зв'язок між Кобизевичами та Лизогубами не існує. Натомість у джерелах Лизогуби згадувалися спочатку під прізвищем Кобизенки.
Імовірно, саме Кіндрат Іванович почав першим користуватися прізвиськом «Лизогуб», яке згодом закріпилося за двома його синами. Відповідно до заповіту одного з них, у власності Кіндрата Івановича перебували маєтності у селах Велички та Пльохів

## Життєпис
Олександр Оглоблин припускав, що засновник роду Лизогубів Кіндрат Іванович може виявитися однією особою з сотником Якова Острянина «Кіндратом Івановим», який подався після поразки повстання 1638 р. разом з цим гетьманом на Слобожанщину , а також з донським «атаманом Кондратьем Ивановым Кобызенко», якого 1650 року в Тереку стратила московська влада.. Якщо перше припущення доволі сумнівне і зроблене з помилкою, то друге, беззаперечно, є важливом фактом, який потрібно взяти до розгляду. 
Особа згаданого отамана була помітною достатньо, щоб потрапити на сторінки досліджень С. М. Соловйова. Останній описував епізод персько-московських відносин 1650 року. Тоді до Москви прибув посол перського шаха Аббаса II Магмет Кулибек, який жалівся на дії «воровських козаків». Як виявилося, вони пограбували на морі недалеко від Баку судна Персії, взявши товару на 3000 рублів, а також 2000 рублів готівкою. Того ж 1650 року згадана козацька ватага разом з рос. «атаманом Кондратьем Ивановым Кобызенко» потрапила у морський шторм і її викинуло на берег, де всі козаки потрапили у полон до терських воєвод. Полонені у кількості 39 осіб виявилися донськими козаками, але більшість з них була родом саме зі Сходу України. На догоду Магмету Кулибеку та за його особистої присутності очільника ватаги (того самого Кіндрата Івановича Кобизенка) разом з двома іншими «заводчиками» стратили у Тереку того ж року.

## Родина
- Яків (рік народження невідомий — пом. 1698), полковник канівський, чернігівський.
- Іван (рік народження невідомий — пом. 1662), канівський полковник.
- Клим (рік народження невідомий — †1648)[4], рядовий козак
- Христина.